# Buprestinae
Buprestinae  (лат.) — одна из наиболее многочисленных групп семейства жуков-златок.

## Описание
Коготки простые. Тело более или менее уплощённое, широкое.

## Список родов
Некоторые роды подсемейства:
- Anthaxia Eschscholtz, 1829
- Belionota Eschscholtz, 1829
- Bubastes Laporte & Gory, 1836
- Buprestis Linnaeus, 1758
- Calodema Laporte & Gory, 1838
- Capnodis Eschscholtz, 1829
- Chalcophora Solier, 1833
- Chalcophorella Kerremans, 1903
- Chrysobothris
- Colobogaster Solier, 1833
- Cyphosoma Mannerheim, 1837
- Dicerca Eschscholtz, 1829
- Eurythyrea Dejean, 1833
- Juniperella Knull, 1947
- Kisanthobia Marseul, 1865
- Kurosawaia  Tôyama & Ohmomo, 1985
- Latipalpis Solier, 1833
- Melanophila Eschscholtz, 1829
- Ovalisia Kerremans, 1900
- Perotis Dejean, 1833
- Phaenops Dejean, 1833
- Philanthaxia
- Poecilonota Eschscholtz, 1829
- Trachypteris Kirby, 1837
- Sphenoptera Solier, 1833
- Stigmodera Eschscholtz, 1829
- Thomassetia
- Yamina Kerremans, 1903

## Ископаемые
В подсемействе есть несколько вымерших родов:
- род: †Andakhudukia Alexeev, 2008
- род: †Archeobuprestis Bellamy, 2006
- род: †Brachyspathus Wickham, 1917
- род: †Brevista Alexeev, 1995
- род: †Buprestites Heer, 1847
- род: †Cretothyrea Alexeev, 1996
- род: †Eolampra Zhang, Sun & Zhang, 1994
- род: †Fuesslinia Heer, 1847
- род: †Glaphyroptera Heer, 1852
- род: †Illolampra Zhang, Sun & Zhang, 1994
- род: †Jurabuprestis Alexeev, 2000
- род: †Kzylordynia Alexeev, 1995
- род: †Lomatus Murray, 1860
- род: †Metabuprestium Alexeev, 1995
- род: †Micranthaxia Heer, 1865
- род: †Philanthaxoides Bílý & Kirejtschuk, 2007
- род: †Protogenia Heer, 1847
- род: †Pseudothyrea Handlirsch, 1908